# Le Havre AC
Le Havre Athletic Club FA (normalt bare kendt som Le Havre AC) er en fransk fodboldklub fra Le Havre i Normandiet. Klubben spiller i Ligue 1. Klubben blev stiftet i 1872 og er dermed Frankrigs ældste fodboldklub. Den spiller sine hjemmekampe på Stade Jules Deschaseaux. 
Klubbens største triumf kom i 1959, da man vandt pokalturneringen Coupe de France.

## Kendte spillere
- Pascal Chimbonda
- Jean-Alain Boumsong
- Paul Pogba
- Benjamin Mendy
- Riyad Mahrez
- Dimitri Payet
- Steve Mandanda
- Lassana Diarra